# 久保町 (川越市)
久保町（くぼまち）は、埼玉県川越市の町名。郵便番号は350-0055。

## 地理
川越市の中心部に位置する。全域が宅地化されている。なお、隣接する三久保町の「町」の読みは「ちょう」と異なっている。

## 交通
駅は地区内にはない。最寄り駅は川越線川越駅となっている。

### 道路
- 埼玉県道15号川越日高線

## 施設
- 成田山川越別院
- 浮島稲荷神社